# Feel It (chanson de Three 6 Mafia)
Pour les articles homonymes, voir Feel It.
Singles de Three 6 Mafia
Lil Freak (Ugh, Ugh, Ugh)
(2009)
Singles par Flo Rida
Zoosk Girl
(2009) Club Can't Handle Me
(2010)
Singles par Tiesto
Escape Me
(2009) Feel It in My Bones
(2010)
Singles par Sean Kingston
Face Drop
(2009) Eenie Meenie
(2010)
Pistes de Laws of Power
Hater Killerz God
Feel It est une chanson du groupe de rap américain Three 6 Mafia, avec DJ Tiesto, Sean Kingston et Flo Rida. Le clip vidéo est tourné à Las Vegas, sort le 9 octobre 2009.

## Remixes
- DJ Tiësto - Feel It (Tiësto's Feel It On The Floor Dub Mix)
- Three 6 Mafia feat. Tiësto, Flo Rida & Sean Kingston - Feel It (Partners House Remix)

## Classements par pays
Dans le classement de 20 mars 2010, Feel It entre à la 78 place du Billboard Hot 100.
| Classement (2009/2010)                         | Meilleure position |
| ---------------------------------------------- | ------------------ |
| Autriche Classement single                     | 20                 |
| Canada Hot 100                                 | 33                 |
| Pays-Bas MegaCharts Tipparade (Bubbling Under) | 10                 |
| Allemagne Classement single                    | 21                 |
| Irlande Classement single                      | 40                 |
| Pologne                                        | 44                 |
| Royaume-Uni Classement single                  | 83                 |
| États-Unis Billboard Hot 100                   | 78                 |
| États-Unis Billboard Hot Dance Club Songs      | 4                  |